# ورام ليفي شحمي
الورام الليفي الشحمي (إل بّي إف) هو نوع نادر الحدوث جدًا من أورام النسيج اللين، إذ وصفه فيتش وآخرون لأول مرة في عام 2000 باعتباره ورمًا محلي الانتشار، وناشئًا لدى الأطفال بشكل حصري ومتكرر الحدوث (في مكان الاستئصال الجراحي) في غالبية الحالات. يُعتبر هذا الورم مع ذلك ورمًا غير انبثاثي، أي ورمًا حميدًا. على الرغم من اعتبار هذا الورم أحد الاضطرابات المتطورة حصرًا في مرحلة الطفولة وفقًا لكثير من المراجع العلمية الحديثة، أمكن تشخيص بعض الحالات النادرة من الورام الليفي الشحمي لدى البالغين. لا ينبغي تجاهل تشخيص الورام الليفي الشحمي بشكل تلقائي بالاعتماد على سن الفرد المصاب.
بالاستناد إلى التحاليل المرضية النسيجية بشكل أساسي (أي المظهر المجهري للنسج المعدة بشكل خاص)، اعتُبر الورام الليفي الشحمي في البداية نوعًا من، أو متشابهًا للغاية مع، الورم الليفي السفاقي (الذي يُشار إليه أيضًا بمصطلح الورم الليفي السفاقي المكلس)، أو الورم العابي الليفي عند الرضع، أو الورم الأرومي الليفي معاد ترتيب «إي دبليو إس آر آي – إس إم إيه دي 3» (الذي يُشار إليه أيضًا بمصطلح الورم الأرومي الليفي إيجابي «إي دبليو إس آر آي – إس إم إيه دي 3») أو الورام الليفي الإصبعي الطفلي. مع ذلك، أدت التحاليل الإضافية للاختلافات المتعددة بين هذه الأورام، على وجه التحديد في الشذوذات الجينية الخاصة بالتعبير الخلوي الورمي، إلى تصنيف الورام الليفي الشحمي بالإضافة إلى كل من الأورام الأربعة السابقة كأنواع متفرقة مميزة في فئة الأورام الأرومية الليفية والأرومية الليفية العضلية، وفقًا لتصنيف منظمة الصحة العالمية في عام 2000.
يمثل الورم العصبي الشبيه بالورام الليفي الشحمي بدوره أحد الاضطرابات الموصوفة حديثًا إذ اعتبرته الدراسات الأولية أحد أشكال الورام الليفي الشحمي. مع ذلك، أكدت الدراسات الأحدث وجود اختلافات جوهرية في التظاهرات السريرية والشذوذات الجينية الخاصة بكل من الورمين. يُعتبر الورم العصبي الشبيه بالورام الليفي الشحمي هنا شكلًا ورميًا مستقلًا مع صفحة تعريفية خاصة به على ويكيبيديا.

## التظاهرات
يتظاهر الورام الليفي الشحمي بكتلة ورمية بطيئة النمو ذات حدود غير واضحة مع تمركزها داخل أو أسفل النسيج تحت الجلد (منطقة الجلد الواقعة تحت الأدمة) من أحد الأطراف، أو بشكل أقل شيوعًا في مناطق الفخذ، أو الرأس أو الجذع. وردت بعض الحالات النادرة للورام الليفي الشحمي التي نشأت في القلب ومحجر العين. عادة ما تكون هذه الأورام غير مؤلمة، لكنها تسبب الألم في بعض الحالات عند التلاعب بها أثناء الفحص السريري. يحدث الورام الليفي الشحمي بشكل حصري تقريبًا لدى الأطفال في وقت الولادة (~18 من الحالات) حتى عمر 8 سنوات مع بدء تظاهرات المرض قبل عمر السنتين؛ يُعتبر هذا الورم نادر للغاية لدى البالغين. يتطور هذا الاضطراب بشكل سائد لدى الذكور بنسبة 2:1. عادة ما يبلغ حجم هذه الأورام 5 سم أو أصغر وتظهر بشكل واضح عند الفحص الجسدي. تبدأ تظاهرات الورام الليفي الشحمي في بعض الحالات غير الشائعة بعد غزوه البنى الأساسية المجاورة مثل الأوعية الدموية، والأعصاب والعضلات، لكن من غير الشائع حدوث عجز وظيفي في هذه النسج بعد غزوها. عانى الأفراد المصابون بالورام الليفي الشحمي أيضًا من تطور الأورام متكررة الحدوث في مكان الجراحة فيما يصل إلى ثلث الحالات المعالجة بالاستئصال الجراحي.